# Wild Detroit Gang
Wild Detroit Gang — латвийская хард-рок-группа. Первый концерт группы состоялся в 2014 году 29 марта в Латгалии, Даугавпилском музыкальном клубе «Артиллерийские Погреба» (Artilērijas Pagrabi). Эта дата считается официальным началом существования группы Wild Detroit Gang.
Название группы состоит из ключевого слово «Детройт» (Detroit) из когда-то созданной группой Kiss популярной песни Detroit Rock City , потому что в 70-80 годы общественность считало город Детройт рок-центром. «Wild» выражает смысл свободы в группе и «Gang» — команды. Отцы-основатели группы Янис Дрегерис (Jānis Drēģeris) и Гунар Цауня (Gunārs Cauņa) родом из Латвийского города Краславы.

## История

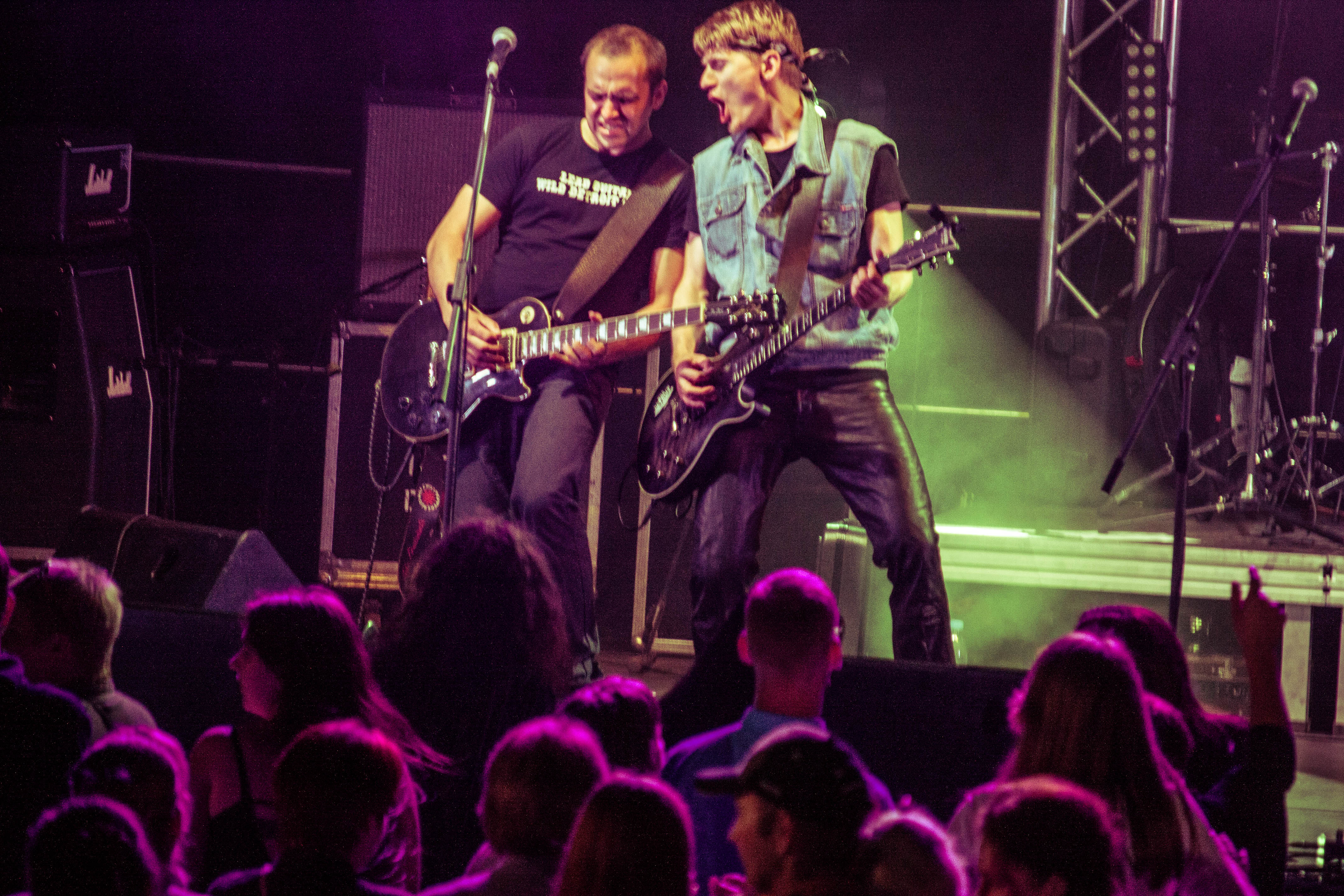
Основатели группы Wild Detroit Gang (с левой стороны: Гунар Цауня (Gunārs Cauņa), Янис Дрегерис (Jānis Drēģeris)

Янис Дрегерис (Jānis Drēģeris) и Гунар Цауня (Gunārs Cauņa) основали группу Wild Detroit Gang в 2014 году. Первоначальный состав группы был таков: Янис Дрегерис (Jānis Drēģeris), Гунар Цауня (Gunārs Cauņa), Татьяна Низюлько (Tatjana Nizjuļko) и Матис Ушканс (Matīss Uškāns). Первоначально группа подразумевала исполнять только всемирно известные хиты. Но несмотря на это, Янис Дрегерис (Jānis Drēģeris) написал первый сингл «Блюз Настоящей любви» (Real Love Blues), который был отмечен как начало авторских песен группы.
В 2015 году группа выпустила свой первый альбом под названием «Происхождение» (Origins). Автор картины на обложке альбома является художник Эдуард Пустовойтов, в альбом входит песня «Вечная» (Eternal), посвященная отцу Яниса — Алдысу Дрегерису (Aldis Drēģeris). Под названием «Блюз Настоящей любви» (Real Love Blues) был снят первый видеоклип группы, оператор которого был Ивар Утинанс (Ivars Utināns). Барабанщиком группы стал Владимир Андреев (Vladimirs Andrejevs, Kaupo). Вместе с участником легендарной Латвийской группы «Благоприятный Тип» (Labvēlīgais Tips) Нормундом Якушоноком (Normunds Jakušonoks) выступили в Латвийском фестивале музыки и искусств «Bildes».

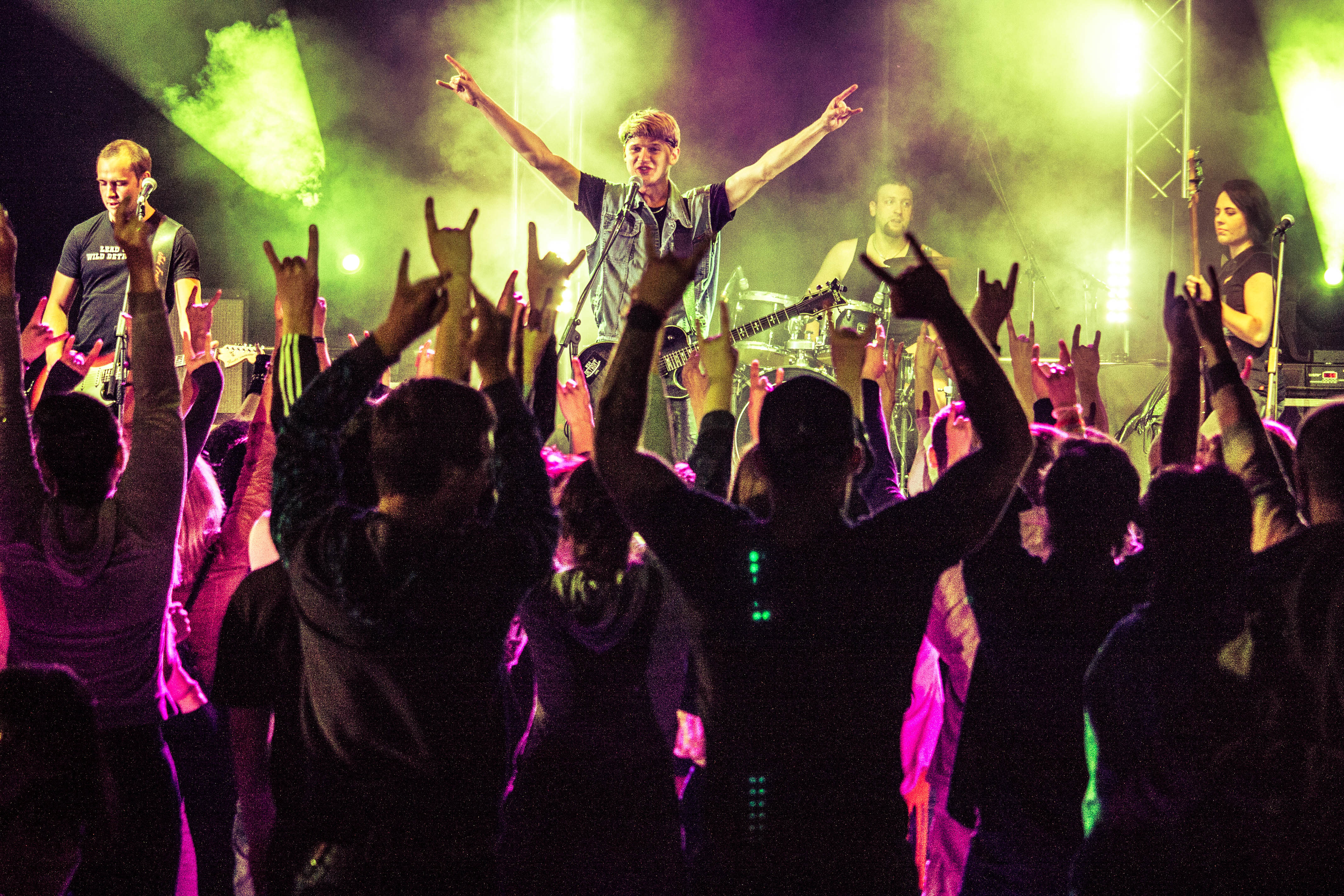
Wild Detroit Gang концерт на празднике города Краславы в 2017 году

2016 год у группы был знаменателен тем, что успешно сотрудничая с гитаристом Аинаром Виргой (Ainars Virga) из Латвийской легендарной группы «Ливы» (Līvi) и Краславской краевой думой, был реализован проект, чтобы запечатлеть на DVD общий концерт. Группа выступала в VirgaFest 2016, BeerFest 2016, в Латвийском 1. рок-кафе (находится в Доме Рейтерна), Лиепайском «Fontaine Palace», Даугавпилском «Артиллерийские Погреба» (Artilērijas Pagrabi) и в других музыкальных фестивалях и в клубах живой музыки.. Барабанщиком группы стал Райтис Гулбис (Raitis Gulbis), но во второй половине года его место занял Вячеслав Тимощчук (Vjačeslavs Timoščuks). Сингл группы «Ветер прошлого» (Pagātnes vējā) успешно был включен в список Музыкального Банка (Muzikālā Banka) и звучал на Латвийском Радио 2. С синглом «На закате солнца» (Sun is down) группа попыталась попасть в Латвийский национальный отбор Supernova для участия в конкурсе песни Евровидение.

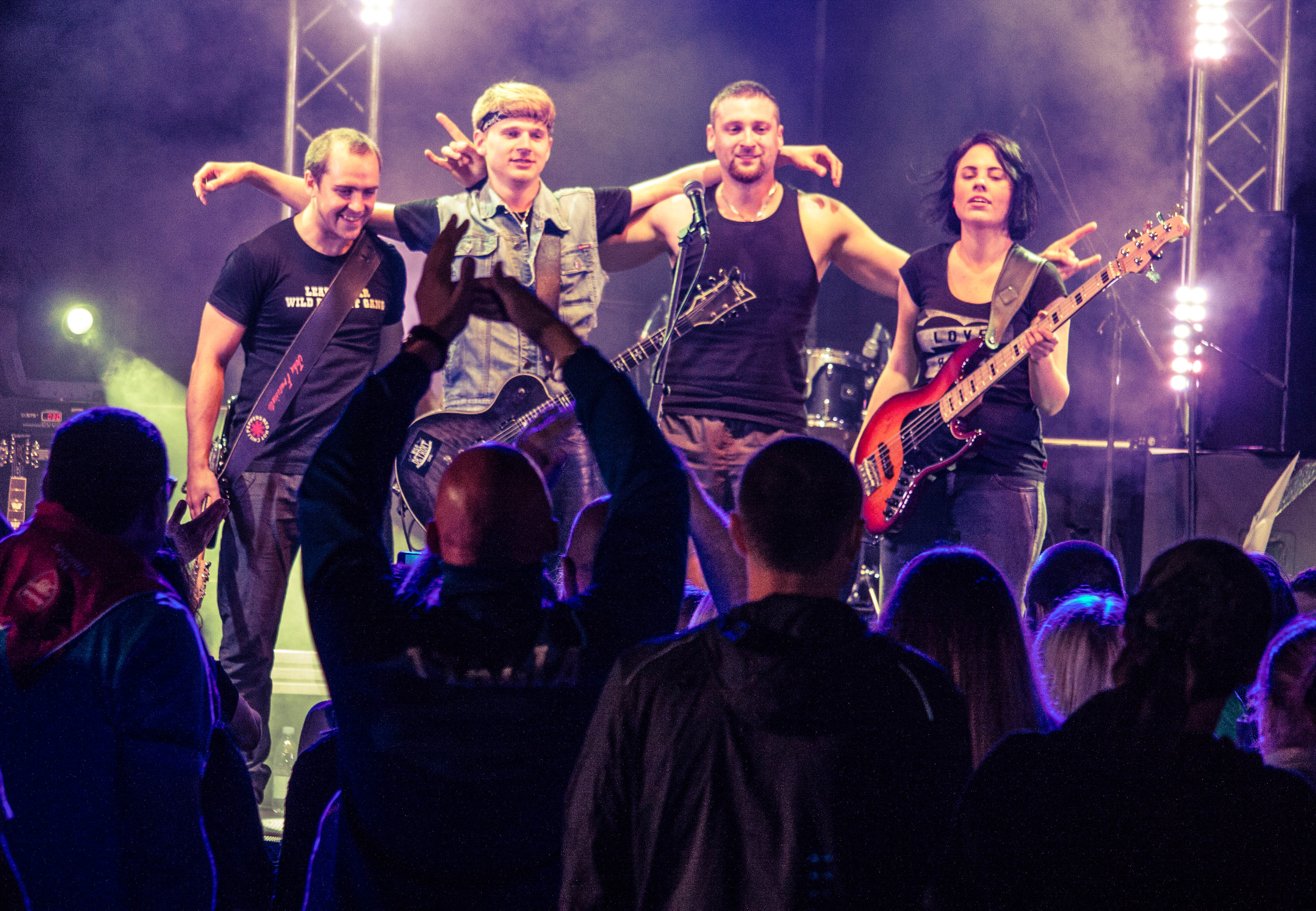
Wild Detroit Gang музыканты (с левой стороны: Gunārs Cauņa, Jānis Drēģeris, Vjačeslavs Timoščuks, Tatjana Nizjuļko)

В 2017 году организаторы фестивалей группу постепенно начали включать как главную группу мероприятий (праздник города Краславы в 2017 году, в Лудзе «Дни бродяг 2017» (Klaidoņu dienas 2017) и других). Группа приняла участие в LīviFest в 2017 году и выступала вместе с Латвийскими популярными рок-группами.
Самые яркие песни группы «Блюз Настоящей любви» (Real Love Blues) и «Ветер прошлого» (Pagātnes vējā).
В конце 2017 года группа объявила о приостановке своей деятельности и уже 27 июля 2019 года объявила о концерте в Лудзе, «Дни бродяг 2019» (Klaidoņu dienas 2019), в состав группы в который входили уже соло-гитарист Ритварс Шреиберс и басист — Кристапс Эзериньш. Янис и Вячеслав продолжили играть в группе.

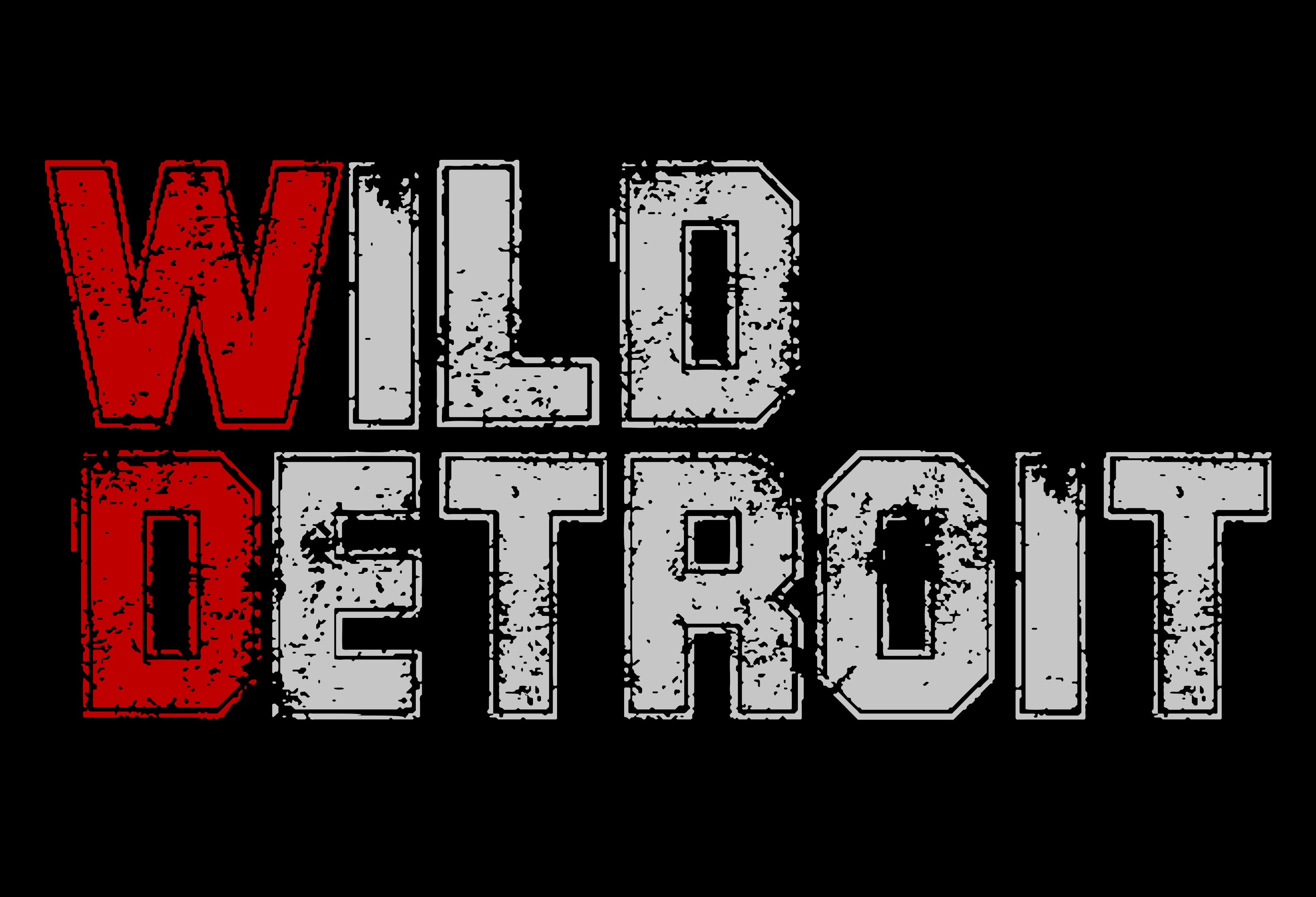
Логотип группы с июля 2019 года

## Дискография

### Студийные альбомы
- «Origins» (2015)

### Записи концертов
- «Ainars Virga и Wild Detroit Gang концерт Fontaine Palace, Лиепая» (2016)